# Rick Rozz
Frederick DeLillo også kendt som Rick Rozz (født 9. januar 1967) er en amerikansk guitarist, bedst kendt for sin tidligere position i det indflydelsesrige amerikanske dødsmetal-band Death, som han dannede sammen med Chuck Schuldiner og Kam Lee under navnet Mantas i 1983. Før denne dannelse havde han også optrådt i det kortvarige band Thatcher. DeLillo forlod Death i 1985 som følge af uenigheder, og sluttede sig til det andet indflydelsesrige dødsmetal-band Massacre. Gruppen gik dog i opløsning i 1987, og året efter sluttede DeLillo sig atter til Death sammen med Bill Andrews og Terry Butler, hvor han bidrog med sangskrivningen til det andet album Leprosy i 1988. Året efter blev han fyret, da de andre medlemmer ikke anså ham som en særlig kompetent musiker.

## Fodnoter
1. ↑  Rivadavia, Eduardo. "Biography: Death". Allmusic. Hentet 21. marts 2010.
2. ↑  Bonacich, Drago. "Biography: Massacre". Allmusic. Hentet 21. marts 2010.
3. ↑  "Metal Force: High Spirits". Borivoj Krgin. Hentet 2010-01-20.